# Renault R40
Pour les articles homonymes, voir R40.
Le Renault R40 ou Char léger modèle 1935 R modifié 1939 était un char léger français de la Seconde Guerre mondiale.

## Présentation
Si en 1936 les chars R35 viennent équiper les bataillons blindés français, on pense déjà à concevoir son successeur. La principale amélioration de ce nouveau char sera un nouveau train de roulement du fait que celui des R 35 ne paraît pas adapté aux terrains détrempés entraînant une surconsommation d'essence. Il reste néanmoins excellent sur route, meilleur que son homologue le H 35. 
L'idée était donc que le char ne s'embourbe pas et accroche mieux les terrains boueux quitte à perdre un peu de vitesse sur route (la vitesse réglementaire étant de 12,5 km/h en convoi. Un train de roulement est alors mis au point par les tout nouveaux ateliers de construction d'Issy-les-Moulineaux (AMX, créés en 1936). Il comportait douze galets avec des suspensions verticales comme celle du Renault D2.On équipera son train de roulement de chenilles de type bateau (semblables à celles du B1). Cette configuration donnera en effet plus d'aisance au conducteur à manœuvrer en tout terrain. Malheureusement, ce train de roulement ne pourra pas équiper les R35 déjà construits, et ne sera livré que pour les nouveaux chars sortis d'usine en avril 1940, à 120 exemplaires. Ils prendront la désignation de R40.

## Comportement en mai-juin 1940
Son armement différait de son grand frère. Le R40 avait le nouveau canon SA-38, un 37 mm long, équivalent au Panzer III armé du 37mm KwK. Ainsi le R 40 pouvait percer presque tous les chars allemands à hausse normale de combat (800 m).
Il s'avéra par ailleurs qu'en mai et juin, les terrains n'étaient pas boueux et donc le char ne surpassait pas à ce moment-là en termes de manœuvrabilité les autres chars légers français. Cependant son armement plus lourd et son blindage plus important à l'avant (40 mm) rendait le char moins vulnérable aux pièces antichar allemandes.
En mai 1940, ce char était en dotation dans les bataillons de chars suivants[réf. à confirmer] :
- 25e BCC - 24 chars R40
- 40e BCC - 30 chars R40
- 48e BCC - 29 chars R40
- 53e BCC ??? chars R40
- 2e bataillon polonais "Maczek"- 24 chars R40[3]

## Sources et bibliographie
- Hors série n° 5 de la revue Trucks & Tanks, Les engins de combat de l'armée française en 1940.
- François Vauvillier, 2006, "Nos Chars en 1940: Pourquoi, Combien", Histoire de Guerre, Blindés & Matériel N°74.